# Neodym
Neodym (chemická značka Nd, latinsky Neodymium) je měkký stříbřitě bílý, vnitřně přechodný kovový prvek, čtvrtý člen skupiny lanthanoidů. Hlavní uplatnění nalézá ve výrobě speciálních skel a keramiky a slouží také k výrobě mimořádně silných permanentních magnetů.

## Základní fyzikálně-chemické vlastnosti
Neodym je stříbřitě bílý, měkký, vnitřně přechodný kov.
Chemicky je neodym značně reaktivní, při styku se vzdušným kyslíkem se téměř okamžitě pokrývá načervenalou vrstvičkou oxidu neodymitého. S vodou reaguje neodym za vzniku plynného vodíku, snadno se rozpouští v běžných minerálních kyselinách. Ve sloučeninách se vyskytuje prakticky pouze v mocenství Nd+3.
Chemické vlastnosti jeho solí jsou značně podobné sloučeninám ostatních lanthanoidů a hliníku. Všechny tyto prvky tvoří například vysoce stabilní oxidy, které nereagují s vodou a jen velmi obtížně se redukují. Ze solí anorganických kyselin jsou důležité především fluoridy a fosforečnany, jejich nerozpustnost ve vodě se používá k separaci lanthanoidů od jiných kovových iontů. Další nerozpustnou sloučeninou je šťavelan, který je možno použít ke gravimetrickému stanovení těchto prvků po jejich vzájemné separaci.

## Historie objevu
Na počátku objevu prvku neodymu stál omyl. V roce 1841 izoloval švédský chemik Carl Gustaf Mosander při čištění lanthanu novou látku, o níž se domníval, že se jedná o samostatný prvek a nazval jej didymium.
Teprve v roce 1874 Per Teodor Cleve zveřejnil názor, že se ve skutečnosti jedná o dva samostatné chemické prvky. K jejich skutečné izolaci došlo až roku 1885, kdy rakouský chemik baron Carl Auer von Welsbach rozdělil didymium na praseodym a neodym a získal jejich soli, lišící se vzájemně barvou.
Skutečně čistý kovový neodym byl izolován až roku 1925.
Jméno neodym má základ v řeckém slově neos – nový a didymos – dvojitý.

## Výskyt a výroba
Neodym je v zemské kůře obsažen v koncentraci asi 23–28 mg/kg. Ve vesmíru připadá jeden atom neodymu na 50 miliard atomů vodíku.
V přírodě se neodym vyskytuje pouze ve formě sloučenin. Neexistují však ani minerály, v nichž by se některé lanthanoidy (prvky vzácných zemin) vyskytovaly samostatně, ale vždy se jedná o minerály směsné, které obsahují prakticky všechny prvky této skupiny. Mezi nejznámější patří monazity (Ce, La, Th, Nd, Y)PO4 a xenotim, chemicky fosforečnany lanthanoidů a dále bastnäsity (Ce, La, Y)CO3F– směsné flourouhličitany prvků vzácných zemin.
Velká ložiska těchto rud se nalézají ve Skandinávii, USA, Číně a Vietnamu. Významným zdrojem jsou i fosfátové suroviny – apatity z poloostrova Kola v Rusku.
Při průmyslové výrobě prvků vzácných zemin se jejich rudy nejprve louží směsí kyseliny sírové a chlorovodíkové a ze vzniklého roztoku solí se přídavkem hydroxidu sodného vysráží hydroxidy.
Separace jednotlivých prvků se provádí řadou různých postupů – kapalinovou extrakcí, za použití ionexových kolon nebo selektivním srážením nerozpustných komplexních solí.
Příprava čistého kovu se obvykle provádí redukcí solí kovovým vápníkem. Redukci fluoridu neodymitého popisuje rovnice:
2 NdF3 + 3 Ca → 2 Nd + 3 CaF2
Vzhledem k omezené dostupnosti hrozí v nejbližších letech kritický nedostatek zdrojů prvku pro technologické využití.

## Použití a sloučeniny
Vzhledem k velmi podobným vlastnostem praseodymu a neodymu a nákladnosti jejich separace se používá v praxi velmi často směs obou prvků zvaná didym. Jeho vysoká afinita ke kyslíku se uplatňuje při odkysličování tavenin kovů (přidává se didym společně s cerem a lanthanem).
Základní průmyslové využití nalézá samotný neodym ve sklářském a keramickém průmyslu, kde se přídavky oxidu neodymu do skloviny nebo glazury dociluje jejich vínově červeného až fialového zabarvení. Kromě toho přídavek neodymu odstraňuje nežádoucí nazelenalé zbarvení skla, způsobené přítomností železa.
Neodymem dopované krystaly yttria, hliníku, lithia a vanadu (granáty) slouží v infračervených laserech k zesilování elektromagnetického záření o vlnové délce 1 054 – 1 064 nm.
Z Číny bylo hlášeno použití neodymu (i jiných prvků vzácných zemin) v umělých hnojivech pro podporu rostlinného růstu.

### Permanentní magnety

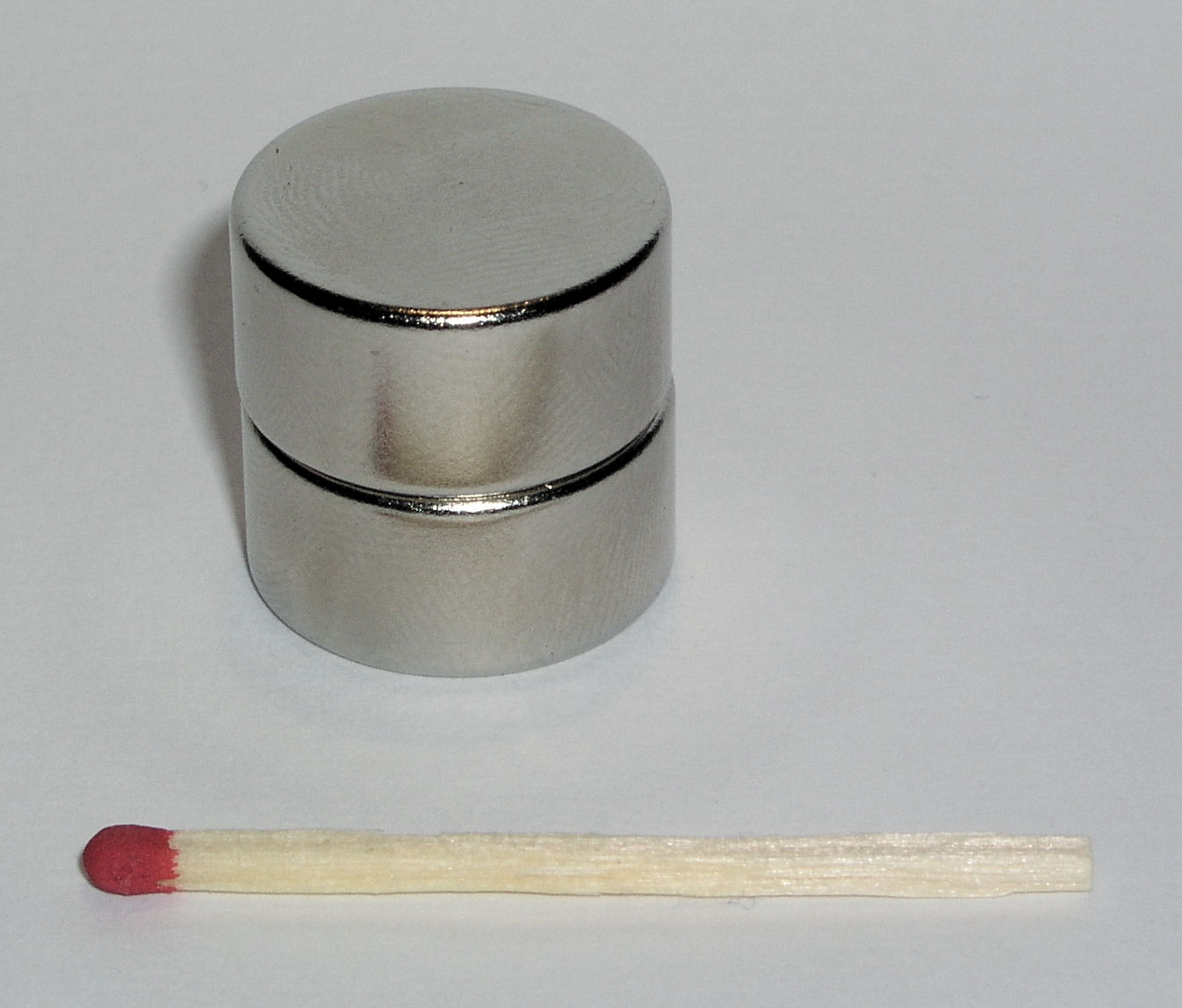
Neodymové magnety

Ještě do nedávné doby byly nejsilnějšími známými permanentními magnety materiály na bázi samaria a kobaltu. V současné době[kdy?] byly však překonány materiálem o složení Nd2Fe14B.
Vyrábějí se lisováním v magnetickém poli a následným spékáním. Při vysoké vlhkosti vzduchu oxidují, proto je nutné je opatřit povrchovou úpravou. Obvykle se v závěrečné fázi výroby galvanizují – nejčastěji zinkem nebo niklem.
Neodymové magnety jsou schopny unést více než tisícinásobek vlastní hmotnosti a magnet o velikosti malé mince tak může udržet železný předmět o hmotnosti kolem 10 kg. Zajímavé je, že i výrobní cena těchto magnetů je nižší, než u Sm-Co magnetů.
V současné době jsou tyto magnety prakticky používány v počítačové technice v záznamových hlavách pevných disků nebo při výrobě malých mikrofonů a reproduktorů ve sluchátkách a obdobných elektrotechnických aplikacích. Také ve strojírenském průmyslu mají nejrůznější využití – např. permanentní upínače na broušení a frézování, břemenové magnety, magnetické nářadí a pomůcky, magnetické separátory atd.
Nevýhody a rizika:
- Neodymové magnety obvykle ztrácejí magnetické vlastnosti již při teplotě nad 80 °C, zatímco běžné samariové magnety jsou použitelné i při teplotách kolem 300 °C. V závislosti na přesném složení materiálu může být maximální pracovní teplota neodymových magnetů vyšší (nejen 80 °C, ale také 100 °C, 120 °C, 150 °C nebo 180 °C).
- Materiál těchto magnetů je poměrně křehký a mohou se snadno rozbít nejen mechanickým úderem, ale i při náhlém vystavení silnému magnetickému poli nebo teplotám nad 150 °C.
- Jejich vysoká magnetická síla může způsobit vymazání dat na záznamových mediích počítačů (disketa, pevný disk), ale i na bankovních kartách nebo poškození obrazovek počítačových monitorů.
- Přitažlivá síla je tak vysoká, že při náhlém přiblížení magnetu k feromagnetickému materiálu dokáže způsobit citlivá poranění pokožky nebo svalové tkáně, pokud stojí mezi magnetem a přitahovaným předmětem.
- Oblíbené skládačky z magnetických kuliček či krychliček mohou po spolknutí dítětem zablokovat střevo a skončit i smrtí.